# Lista de zonas de surf

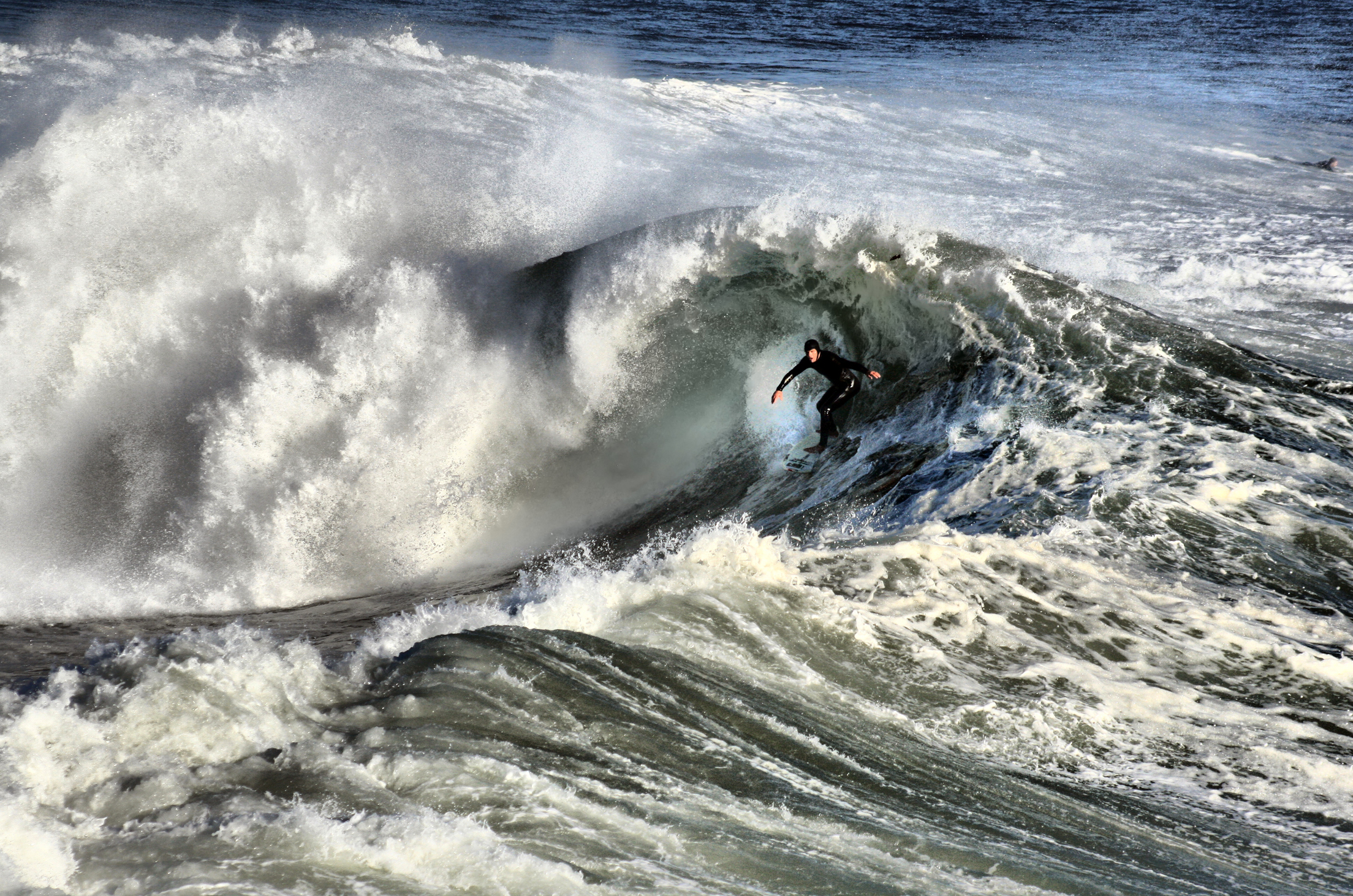
Um surfista em Santa Cruz, na Califórnia. A costa norte da Califórnia tem reputação pelas zonas de surf.

Este é uma lista com as zonas de surf mais importantes do mundo:

## África

### África do Sul
- Durban
- Amanzimtoti
- Scottburgh
- Muizenberg
- Port Alfred
- Port Elizabeth
- Jeffreys Bay
- Cape St. Francis (Seal Point)
- Mossel Bay

### Marrocos
- Essaouira
- Taghazout

## Ásia

### Filipinas
- Aurora
- La Union
- Siargao
- Zambales
- Pagudupud
- Samar
- Catanduanes
- Oriental Negros

### Tailândia
- Phuket

### Japão
Zonas de surf japonesas com suas respectivas pontuações de dificuldade estabelecidas pela ASP:
-WQS 2007
- Tahara, Prefectura de Aichi - 6 star
- Hyūga, Prefectura de Miyazaki - 2 star
- Minamisōma, Prefectura de Fukushima - 2 star

-Japan Professional Surfing Tour 2007
1. Bali, Indonésia
2. Ōarai, Prefectura de Ibaraki
3. Kujukuri Beach, Prefectura de Chiba
4. Tōeō, Prefectura de Kōchi
5. Sendai, Prefectura de Miyagi - All Japan Pró.

- outras zonas famosas de surf
  - Shōnan, Prefectura de Kanagawa
  - Prefectura de Shizuoka

### Indonésia
- Bali
- Ilhas Mentawai

### Sri Lanka
Costa sul
- Matara
- Hikkaduwa

Costa sudeste
- Arugam Bay

## Oceania

### Austrália

#### Nova Gales do Sul

##### Costa norte de Nova Gales do Sul
- Duranbah
- Fingal Head
- Kingscliff
- Lennox Head
- Ballina
- Old Bar
- Angourie
- Coffs Harbour
- Crescent Head
- South West Rocks

Byron Bay
- - The Wreck
  - The Pass

##### Sydney
Northern Beaches
- Avalon
- Curl Curl
- Dee Why
- Manly
- North Narrabeen
- Palm Beach
- Whale Beach
- Eastern Suburbs
  - Praia de Bondi
- Tamarama
- Maroubra Beach
- Bronte Beach
  - Cronulla
- Shark Island
- Wanda Beach
- Elouera Beach
- North Cronulla Beach
- Cronulla Beach

##### South Coast
- South Coast Pipe

#### Queensland

##### Gold Coast
- TOSSE (The Other Side Straddie)
- Sandpumping Jetty
- Narrowneck Narrowneck Longboard Clube
- Surfers Paradise
- Broadbeach
- Miami
- Burleigh Heads
- 19th Avenue Palm Beach Palmy Army
- Currumbin Alley - Alley Boys
- Kirra Point Kirra Boardriders
- Greenmount
- Snapper Rocks Snapper Boardriders
  - O Superbank é uma occurrencia rara onde bancos de areia combinam com condições de ondas grandes e dão um onda surfavél desde Snapper Rocks, até Greenmount, e acabando nos tubos e  Kirra Point.
- Duranbah (ao lado de  Tweed)

##### Sunshine Coast
- Noosa Heads
  - Double Island Point
  - Noosa National Park
  - Sunshine Beach
- Maroochydore
  - Coolum
  - Alexandra Headland
- Caloundra
  - Kings Beach
- Bribie Island

#### Vitória
- Torquay
  - Jan Juc
  - Bells Beach
  - Winkipop
- Phillip Island

#### Austrália Ocidental
- Margaret River
- Gnaraloo

#### Austrália Meridional
- Ilha Kangaroo

#### Tasmania
- Shipsterns

### Hawaii

#### North Shore (Oahu)
- Pipeline
- Haleiwa
- Laniakea
- Pupukea
- Rocky Point
- Velzyland
- Waimea Bay
- Backdoor Pipe

#### Outras zonas de Hawaii
- Asa Moana, Oahu
- Honolua Bay, Maui
- Hookipa, Maui
- Maalaea, Maui
- Makaha, Oahu
- Peahi (Jaws), Maui
- Richardson Beach, Hawaii (island)
- Sandy Beach, Oahu
- Shit Falls, Maui
- S-Turns, Maui
- Waikiki, Oahu
- Windmills, Maui
- Bahía de Hanalei, Kauai

### Nova Zelândia

#### North Island
- Gisborne
- Mount Maunganui, North Island
- Piha, North Island
- Raglan, North Island
- Taranaki, North Island

#### South Island
- St. Clair, South Island
- The Catlins, South Island

### Micronesia
- Palikir Pass, Pohnpei

### Fiji
- Cloudbreak, Tavarua
- Restaurants, Tavarua

### Tahití
- Teahupoo, Tahití

## Europa

### França
- Biarritz, Aquitânia
- Hossegor, Aquitânia
- Lacanau, Aquitânia
- Capbreton, Aquitânia
- Lège-Cap-Ferret, Aquitânia
- lhe Lizay, Charente-Maritime

### Noruega
- Bore, Rogaland.

### Itália
- Capo Mannu, Sardenha
- Spiaggetta, Óstia
- Varazze, Ligúria

### Portugal

#### Ericeira
- Ribeira D'Ilhas
- Coxos
- Pedra Branca
- Foz do Lizandro
- Bico do Futuro
- S. Julião

#### Peniche
- Supertubos
- Molhe leste
- Cova dá alfarroba
- Lagíde
- Prainha
- Consolação

#### Nazaré
- Canhão da Nazaré
- São Pedro de Moel

### Espanha
País Basco
- Mundaca
- Zarautz

Cantábria
- Liencres

Astúrias
- Praia de Rodiles
- Praia de Xagó
- Salinas (Castrillón)
- Tapia de Casariego

Canárias
- A Cícer/O Lloret (Praia das Canteras), Grã Canária
- O Confital, Las Palmas
- Praia de Vagabundos, Santa María de Guía de Gran Canaria
- Praia do Homem, Telde
- O Médano, Tenerife
- O Quemao, Lanzarote
- Ponta Branca, Tenerife
- Cadiz
- O palmar
- Cortadura
- Caños de meca

### Grã-Bretanha

#### Inglaterra
- Bude, Cornualha
- Crantock, Cornualha
- Chapel Porth, Cornualha
- Fistral Beach, Newquay, Cornualha
- Perranporth, Cornualha
- Porthtowan, Cornualha
- Porthleven, Cornualha
- St Agnes, Cornualha
- Watergate Bay, Cornualha
- Sennen, Devon
- Lynmouth, Devon
- Westward Ho!, Devon
- Saunton, Devon
- Croyde, Devon
- Putsborough, Devon
- Woolacombe, Devon
- Sandymouth, Devon
- Cayton Bay, North Yorkshire
- Sandilands, Lincolnshire
- Challaborough

#### Gales
- The Mumbles
- Rhossili
- Llangennith
- Llantwit Major
- St Davids
- Freshwater West
- Southerndown
- Newgale

#### Escócia
- The Bar, Scotland
- Aberdeen
- Coldingham Bay
- Fraserburgh
- Pease Bay
- Thurso
- Tiree

### Irlanda
- Bundoran, Bahia de Donegal
- Carrownisky, Louisberg, County Maio
- Keel Beach, Achill, County Maio
- Rossnowlagh, Bahia de Donegal
- Portrush, Antrim
- Dingle Peninsula, Kerry
- Lahinch, Condado de Clare
- Spanish Point, Condado de Clare

### Grécia

#### Mar Egeu
- Poseidi, Calcídica
- Golden Beach, Tasos
- Agios Ioannis, Pelión
- Kolimbithres, Tinos
- Chorefto, Vólos

## América do Norte

### Canadá

#### West Coast
- Tofino, British Columbia

#### East Coast
- Halifax County, Nova Scotia
- New York

#### Great Lakes
- North Shore de Lago Superior

#### Lachine Rapids
- Habitat '67 onda estacionária

### México
- Porto Escondido, Oaxaca
- Baixa Califórnia
  - Ilha Todos Santos
  - Baixa Malibu
- Colima
  - Praia de Cuyutlán
  - Praia Boca de Pascuales
  - Praia Ondas Altas
  - Praia Santiago
  - Praia Campos
  - Praia O Chupadero
  - Praia O Paraíso

### Estado Unidos

#### Califórnia
- Condado de San Diego
  - Swamis, Encinitas
  - Parque Estatal San Onofre, entre San Clemente e Oceanside
  - Oceanside
  - Carlsbad
  - Cardiff
  - Del Mar
  - Imperial Beach
  - Black's Beach
  - Windansea
- Condado de Orange
  - Trestles, para perto de San Clemente
  - The Wedge, Newport Beach
  - 56th Street, Newport Beach
  - Huntington Beach
  - Salt Creek, Dana Point
  - T-Street, San Clemente
  - Brooks Street, Laguna Beach
  - Doheney Beach, Dana Point
- Condado de Los Angeles
  - Malibu
  - Lunada Bay, Palos Verdes
  - Haggertys, Palos Verdes
  - O Porto, Manhattan Beach
  - Manhattan Beach
  - Formosa Beach
  - Surfrider Beach
  - Topanga Beach
- Santa Bárbara
  - Rincon[desambiguação necessária]
  - Sandspit
  - Campus Point
  - The Ranch
- Santa Cruz
  - Pleasure Point
  - Steamer's Lane
- Mavericks, Half Moon Bay, Califórnia

#### Pacífico Nordeste
- A Push (Washington)
- Neah Bay (Washington)
- Westport (Washington)

#### Costa Este
- Gilgo, Long Island, New York
- Long Beach, New York
- Lawrencetown Beach, Nova Escócia, Canadá
- Narragansett, Rhode Island
- Ocean City, Nova Jérsia
- Ocean City, Maryland
- Indian River Inlet, Delaware
- Virginia Beach, Virginia, Localização dos East Coast Surfing Championships
- Hampton Beach, New Hampshire
- Davis Park, Nova Iorque

Carolina do Norte
- Outer Banks
- C-Street , Wrightsville Beach
- Masonboro Island
- Sand Dollar Shores
- Shackleford Banks

Flórida
- New Smyrna Beach
- Cocoa Beach
- Sebastian Inlet, Brevard County

#### Gulf Coast
- Galveston, Texas
- Corpus Christi, Texas
- Freeport, Texas
- South Pai Island, Texas

#### Grandes Lagos
- Sheboygan, Wisconsin

### Antilhas
- Barbados
  - The Soup Bowl
  - Maycocks
- República Dominicana
  - Praia Encontro
  - Praia Bonita
- Porto Rico
  - Aguadilla
  - Dome's
  - Isabela
  - Jobos
  - Maria's
  - Midless
  - Ramey
  - Rincão
  - Shacks
  - Steps
  - Surfer's
  - The Landing
  - Três Palmas
  - Wilderness
  - Wishing Well

### América Central
- Ocos, San Marcos, Guatemala

Costa Rica
- Witch's Rock
- Tamarindo
- Nosara
- Praia Grande
- Jacó
- Praia Esterillos
- Praia Formosa
- Praia Dominical
- Porto Velho de Limão

El Salvador
- Praia Zunzal
- Praia O Tunco
- Praia O Zonte
- A Ponta Rocha
- Conchalio

Nicarágua
- San Juan do Sur
- Praia Montelimar
- Popoyo
- Madeiras
- Tola
- O Remanso
- San Francisco Bay

## América do Sul

### Chile
- Arica
- Iquique
- Pichilemu
- Chañaral
- Caldera
- El Tabo
- Totoralillo
- Curanipe

### Peru
- Cabo Blanco, Piura
- Bico Alto
- Chicama, La Libertad [desambiguação necessária]
- Cerro Azul, Lima
- Máncora, Piura
- San Bartolo, Lima
- Huanchaco, La Libertad

### Brasil
- Saquarema, Rio de Janeiro
- Rio de Janeiro
- Ubatuba, São Paulo
- Fernando de Noronha, Pernambuco
- Garopaba, SC
- Joaquina, SC
- Praia Mole, SC
- Praia do Rosa, SC
- Torres, Rio Grande do Sul
- Ilha dois Lobos, Rio Grande do Sul
- Pororoca
- Florianópolis, Santa Catarina

### Outras zonas da América do Sul
- Galápagos
- Quequén